# 1713 en arts plastiques
 (mai 2024).
Si vous disposez d'ouvrages ou d'articles de référence ou si vous connaissez des sites web de qualité traitant du thème abordé ici, merci de compléter l'article en donnant les références utiles à sa vérifiabilité et en les liant à la section « Notes et références ».
| Années des arts plastiques : 1710 - 1711 - 1712 - 1713 - 1714 - 1715 - 1716    |
| Décennies des arts plastiques : 1680 - 1690 - 1700 - 1710 - 1720 - 1730 - 1740 |

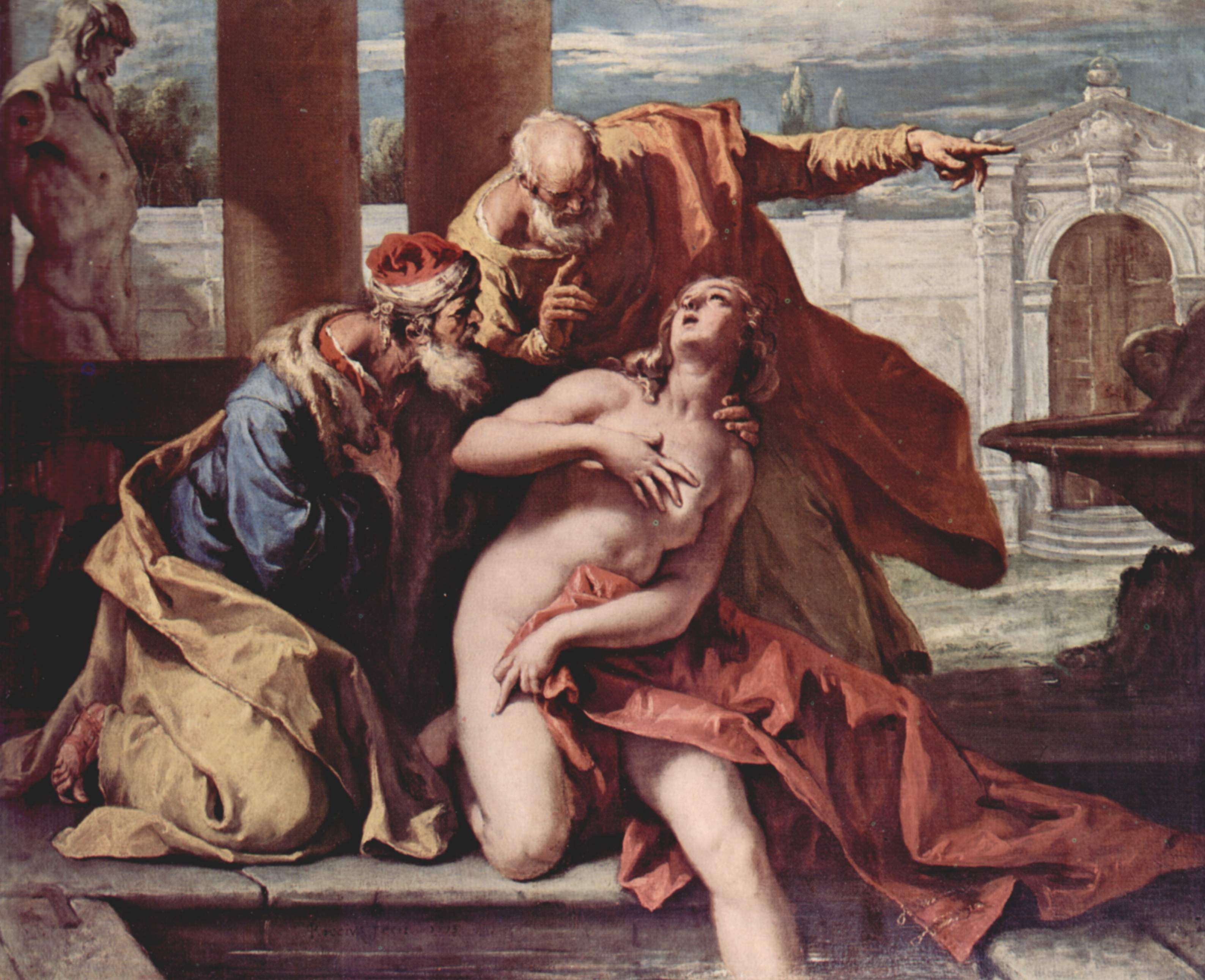
Suzanne et les vieillards, de Sebastiano Ricci.

Cette page concerne l'année 1713 en arts plastiques.

## Naissances
- Janvier : Martin Marvie, graveur français († octobre 1813),
- 2 octobre : Allan Ramsay, peintre britannique († 10 août 1784)[1],
- 23 octobre : Johann Georg Trautmann, peintre et graphiste allemand († 9 février 1769),
- Entre 1713 et 1716 : 
  - Johann Pfunner, peintre rococo et classiciste austro-allemand († 24 mai 1788),
- ? :
  - Domenico Maggiotto, peintre italien († 16 avril 1794),
  - Guillaume Voiriot, peintre français († 30 novembre 1799).

## Décès
- 4 mai : Stefano Maria Legnani, peintre italien (° 16 avril 1661),
- 6 décembre : Anne Strésor, miniaturiste française (° 23 janvier 1651),
- 15 décembre :  Carlo Maratta, peintre italien (° 15 mai 1625),
- ? : Giovanni Francesco Bagnoli, peintre baroque italien (° 1678).